# مهرجان كاواغوي هيكاوا

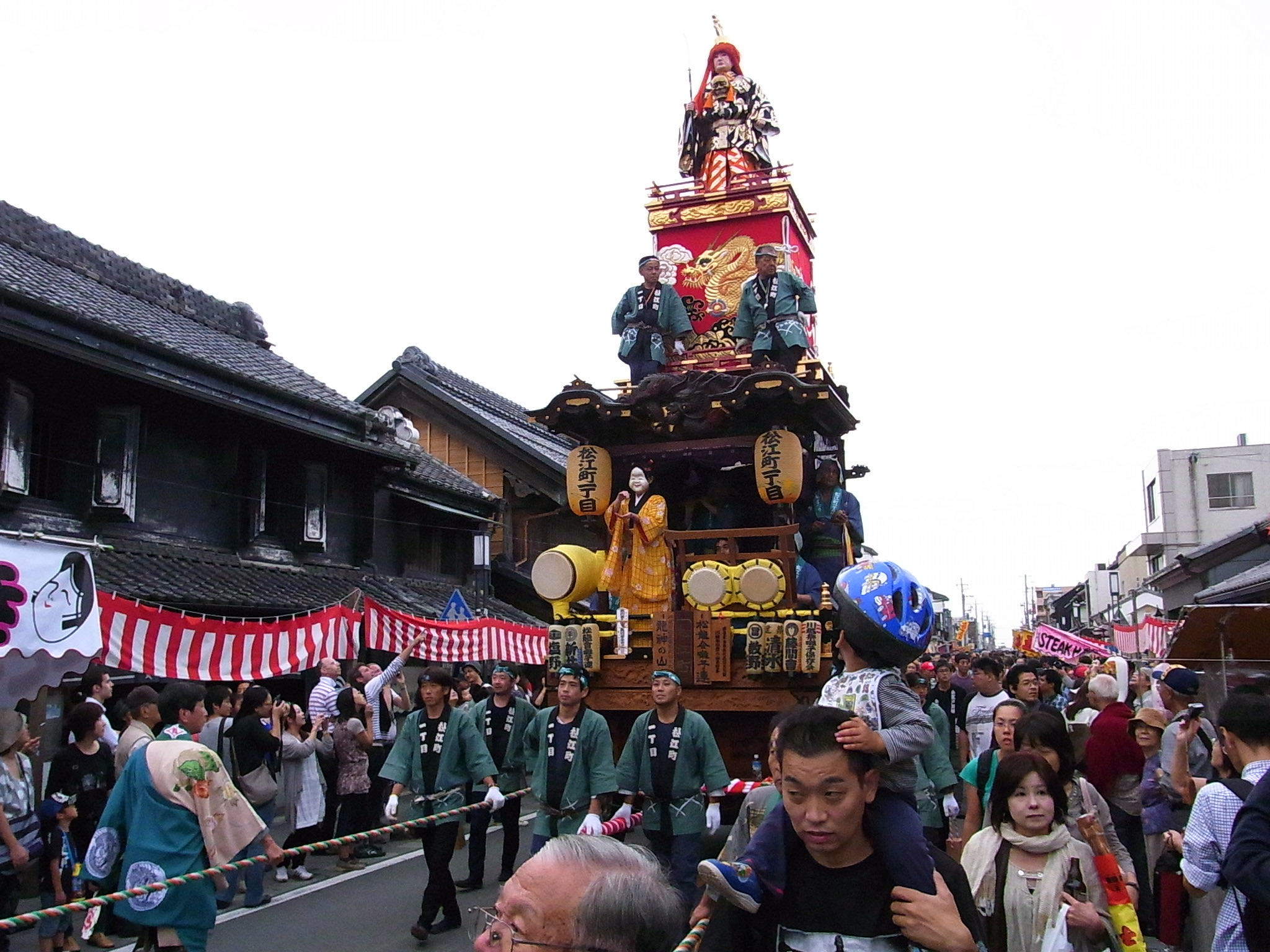

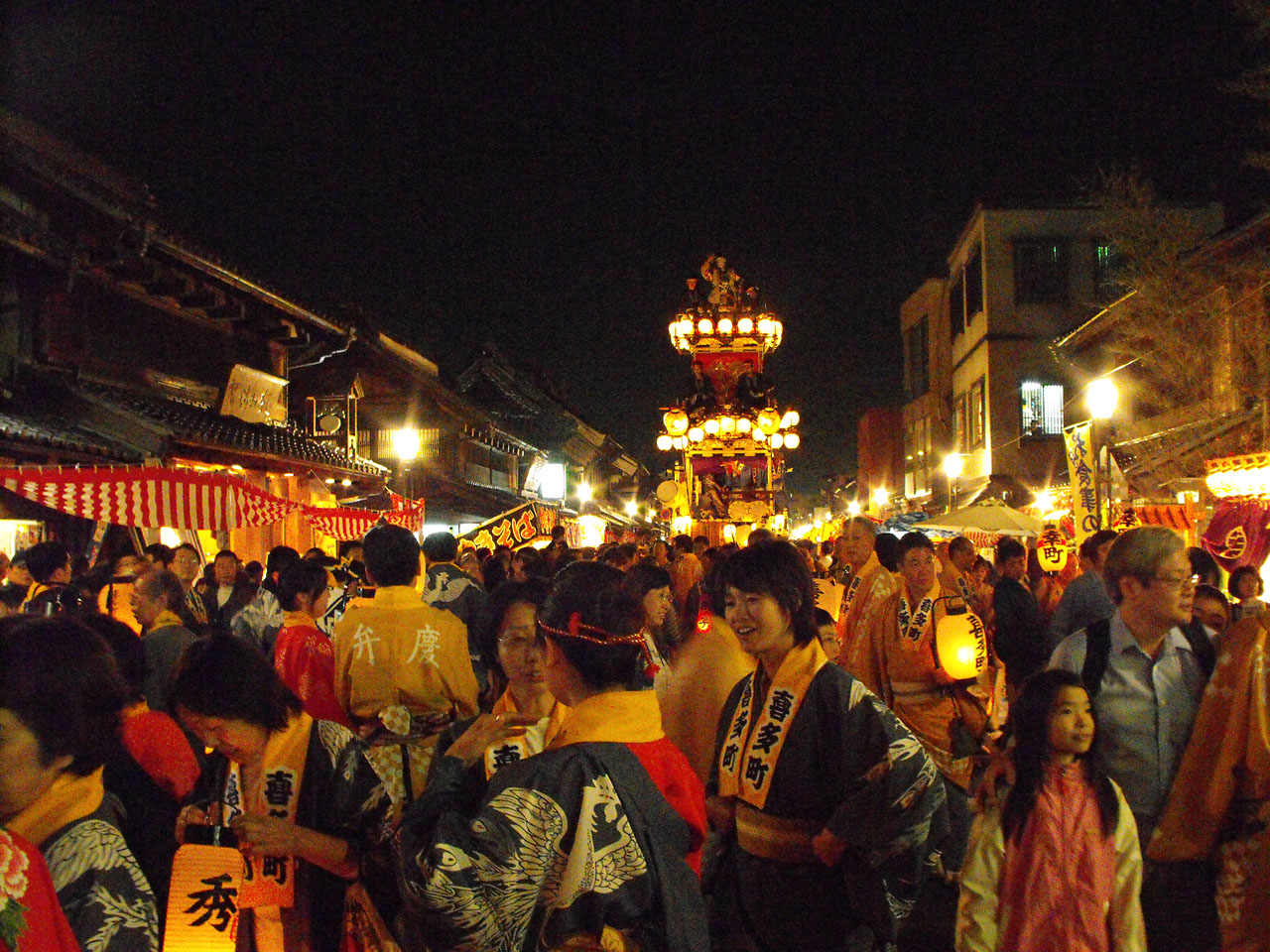

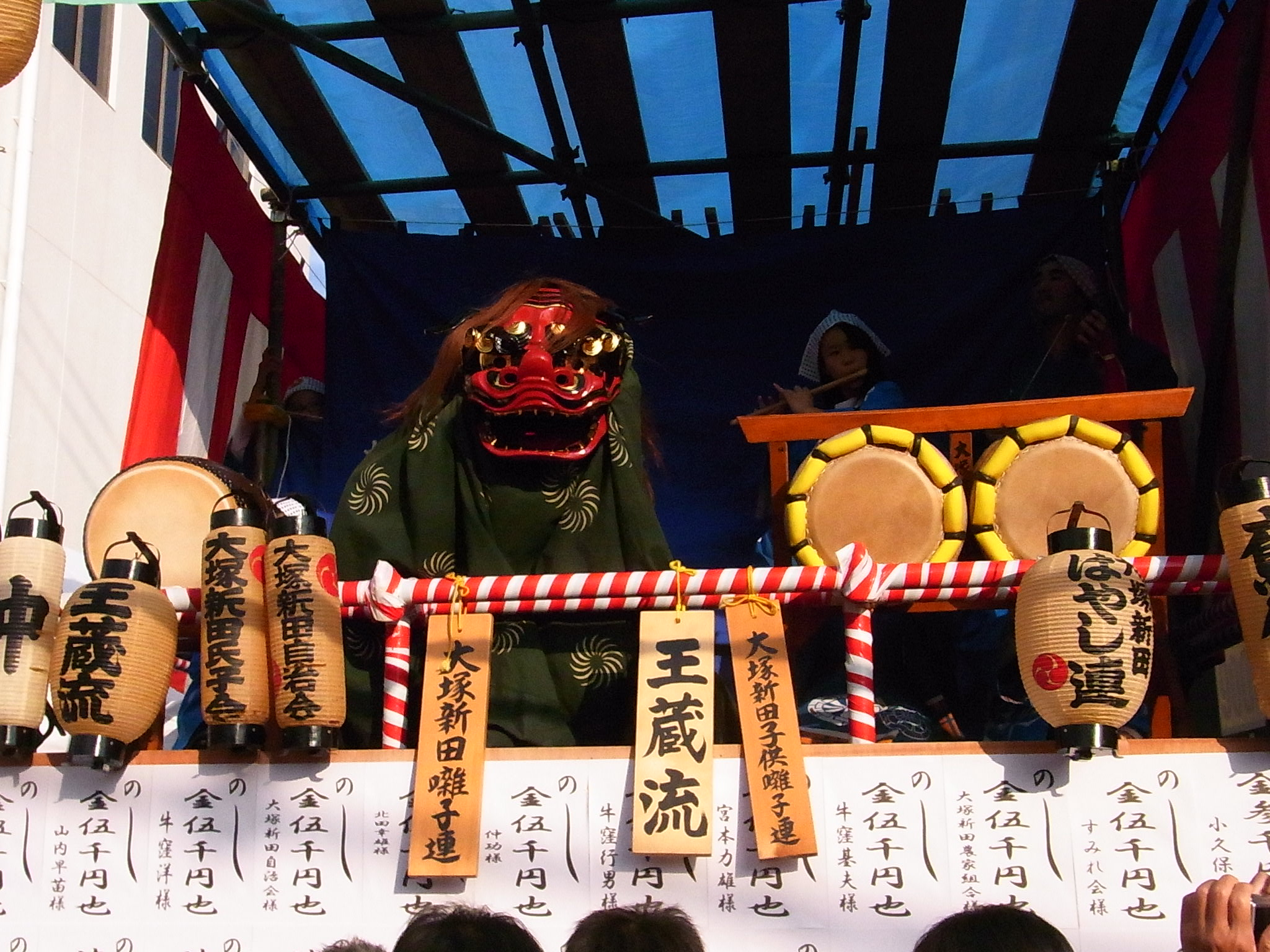

مهرجان كاواغوي، المسمى رسميًا مهرجان كاواغوي هيكاوا (川越氷川祭 Kawagoe Hikawa Matsuri) هو مهرجان ياباني تقليدي يقام سنويًا في العطلة الثالثة من شهر أكتوبر في مدينة كاواغوي بمحافظة سايتاما. إنه أكبر حدث في كاواغوي ويمتلك المهرجان تاريخًا يزيد عن 360 عامًا. يجذب حوالي مليون سائح خلال اليومين. تقام مسيرة المهرجان الكبرى في مدينة القلعة في كاواغوي، بما في ذلك في منطقة المستودعات القديمة المعروفة باسم منطقة كورازوكوري.
في عام 2005، تم تعيين المهرجان كخصم ثقافي شعبي هام غير مادي على مستوى وطني تحت عنوان "حدث عربة مهرجان كاواغوي هيكاوا"، وفي عام 2016، تم إدراج المهرجان في قائمة التراث الثقافي غير المادي التابعة لليونسكو باعتباره واحدًا من "مهرجانات Yama, Hoko, Yatai، المهرجانات العائمة في اليابان".

## أبرز الملامح
أبرز ميزة في مهرجان كاواغوي هي "هيكاواسي"، أو المعارك الموسيقية بين العربات. حوالي 50 عضوًا من أحياء مختلفة يقومون بوضع عربات المهرجان الخاصة بهم أثناء سيرهم في منطقة وسط المدينة. عندما تلتقي عربات المهرجان من أحياء مختلفة في تقاطع أو نقطة أخرى، يديرون خشبة العربة لتواجه بعضها البعض ويبدؤون في المعركة من خلال أداء رقصهم وموسيقاهم المسماة "أوهاياشي".
"أوهاياشي" هو المرافق الموسيقي الذي يتم عزفه بواسطة خمسة موسيقيين هم 1 فلوت، 1 طبل كبير، 2 طبل صغير، و 1 جرس يدوي. يقومون مع الراقصين الذين يرتدون قناع الثعلب أو الأسد بعرض رائع ورقص على مسرح العربة.
مع نمو الموسيقى والرقص في الكثافة، يهتف ساحبو العربات والجمهور لتشجيع أدائهم. في المساء، يصل المهرجان إلى ذروته حيث يحمل ساحبو العربات فوانيس يضيئون بها عربة المهرجان بشكل جميل.

## العربات
جذب المهرجان الرئيسي هو أسطوله الكبير من العربات الرائعة. هناك 29 عربة تحتفظ بها كل حي في المدينة، وحوالي 20 منها تشارك فعليا في المهرجان.
العربة لها سمتين ملفتتين للنظر. الأولى هي العربة ذات الطابقين من نوع إيدو التي تأتي على رأسها دمية. الطابق السفلي هو مسرح مهرجان مزخرف صغير مزود بسقف، والطابق العلوي هو منصة بدمية عليها. المنصة التي يتم عرض الدمية عليها تشبه مصعدًا قابلًا للتحريك يعمل يدويًا، ويمكن تخزين الدمية والطابق العلوي داخل الطابق السفلي للعربة، مما يغير ارتفاعها الإجمالي من 8 متر إلى 4 متر.
الدمى لها أصولها في الثقافة اليابانية التقليدية مثل مسرحيات نوه وقصص الشعب، أو مستمدة من شخصيات تاريخية. غالبًا ما يُطلق على كل عربة اسم الشخصية التي تم تصميم الدمية منها.
السمة الأخرى هي المسرح الذي يمكن أن يدور 360 درجة أفقيًا بشكل منفصل عن العجلات. الهدف من ذلك هو تمكين المسرح من مواجهة بعضه البعض عندما تلتقي العربات من أحياء مختلفة في منتصف المهرجان والاستمتاع بالمعارك الموسيقية المسماة "هيكاواسي".

## التاريخ
يُقال أن مهرجان كاواغوي يعود تاريخه إلى منتصف القرن السابع عشر، عندما قام سيد منطقة كاواغوي، Matsudaira Nobutsuna، بالتبرع بمحمل متنقل وعناصر أخرى متعلقة بالمهرجان إلى ضريح هيكاوا ‏، الذي كان يحتفل في الأصل بمهرجان واحد فقط يُسمى "ريتايساي" للتعبير عن شكرهم للحصاد الجيد. نظرًا لأن "ريتايساي" كان يمكن للكهنة فقط الانضمام إليه، شعر السيد بالقلق بشأن نقص المدينة في مهرجان كبير.
تحفّزت تبرعاته الضريح على إقامة مهرجان آخر يُسمى "جينكوساي"، انضمت إليه قريبًا 10 أحياء من الضريح.
يتكون مهرجان كاواغوي الحالي من "Jinkosai" ومهرجان الأهالي الذي يلي "Jinkosai". تطوّر المهرجان تدريجيًا مع دمج أسلوب مهرجانات إيدو، مثل مهرجان سان نو أو مهرجان كاندا.
كانت هذه المهرجانات المعروفة باسم "Tenka Matsuri" تُكرم وتحضر من قِبل شوغون (حاكم اليابان) خلال فترة إيدو، وكانت جاذبة لتجار كاواغوي. نجاح النقل بالقوارب على نهر Shingashi River المرتبط بإيدو جعل تجار كاواغوي يزدهرون ويُتيح لهم فرصًا لرؤية أحدث الاتجاهات في إيدو.
حاول تجار كاواغوي الذين أذهلتهم روعة وحجم Tenka Matsuri تقديم أسلوب إيدو إلى مهرجان كاواغوي في أوائل القرن التاسع عشر. طلبوا من الحرفيين الذين صنعوا عرباتٍ لـ Tenka Matsuri تصنيع نفس النوع من العربة لمهرجان كاواغوي. فقط لأن عربات ذات الطابقين كانت تُستخدم لـ Tenka Matsuri، تم تقديم نفس النوع من العربات ذات الطابقين إلى مهرجان كاواغوي. في Tenka Matsuri، كانوا بحاجة لعرض العربات أمام shōgun، راعي المهرجان، وذلك بالمرور عبر بوابة القلعة، التي لم تكن مرتفعة بما يكفي بخفض ارتفاعها.
بعد انهيار حكومة shōgun، شهدت المهرجانات ذات العربات انخفاضًا في طوكيو، بينما تطوّر مهرجان كاواغوي بشكل أكبر. حتى أن بعض أحياء كاواغوي صنعت عرباتٍ جديدة، وتم اعتماد مراحل دوّارة لأداء أوهاياشي. بعد الحرب العالمية الثانية، بدأت بعض الأحياء بخلاف الأحياء العشرة الأصلية في الانضمام إلى المهرجان، ويزداد عدد الأحياء المشاركة. حاليًا، يُحتفظ بـ 29 عربة في المدينة، 28 منها تعود ملكيتها للأحياء وواحدة تعود ملكيتها لمدينة كاواغوي.